# 伦斯勒理工学院
壬色列理工學院（英語： /rɛnsəˈlɪər/，简称），是一所位于美国纽约州首府奥尔巴尼附近特洛伊的私立理工大学，由哈佛大学的毕业生斯蒂芬·万·伦斯勒（Stephen Van Rensselaer III）于1824年创办，是美国最早的工科大学。二战期间该校是美国军队的重要研究和教育机构。
RPI与许多美国著名的公司，如通用电气，通用汽车、朗讯、IBM、AT&T、摩托罗拉等有着广泛的联系。RPI的拉里管理和技術學院提供獨特全球的科學MBA、工學MBA及「科技商業化&創業」的科學碩士學位。尽管RPI在美国属于规模较小的大学，但RPI以其雄厚的师资，先进的教学设施和注重理论与实际结合的严谨学风，一直在美国的教育界，学术界和工程技术界享有盛名。

## 科系

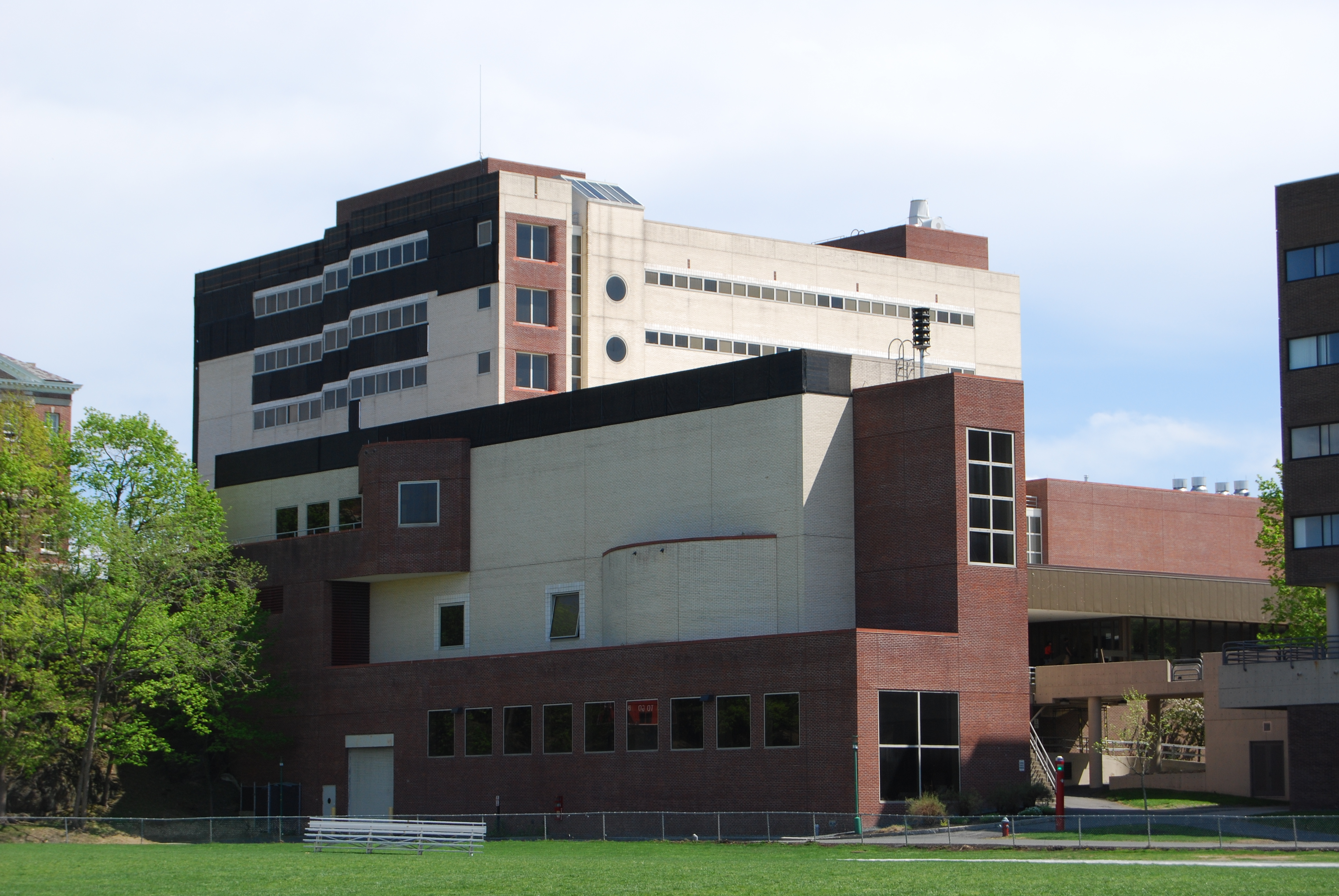
该大学的工业开发中心

RPI工学院提供十余个科系的本科及研究生教育，其中包括生物医学工程，化学工程，土木建築工程，决策及系统工程，电力系统，电气及计算机工程，材料科学，机械与航太工程，环境与能源工程，以及应用物理。RPI工学院拥有由近十位美国工程科学院院士组成的出色的师资力量。除工学院外，学校还设有管理学院、建筑系、數位藝術系、生物學與跨領域研究學系以及人文社科系等。

## 學術排名
根據2010年《美國新聞與世界報導》，該報導亦指出工學院名列美國大學第23名以及美國研究所第31名。工學院中，六個專業位居美國前25名（核子工程第15名、航太工程第19名、電機電子通訊工程第20名、材料科學與工程第21名、工業工程第21名、和機械工程第22名）。
著名媒體《新聞周刊》（Newsweek）與高等教育訓練機構Kaplan 2007年在全美選了25所大學作為"新常春藤盟校"，評鑑中指出"新常春藤盟校"具有與"常春藤盟校"相當的教育水準。
而RPI在《美國新聞與世界報導》之商學院排名中，企業家培育/創業此項專業中排名全美第27名。同時亦在其它全國性調查《商業周刊》（BusinessWeek）及 《企業家雜誌》榜上有名。其中《商業周刊》給予RPI在企業道德與計算方法兩項專業全美第7名，在永續經營專業方面給予第9名。
在莱顿大学的国际大学学术表现排名（2011/2012）中，根据Web of Science数据库中收录的论文进行计算，按每所大学2005-2009年期间发表的全球学术影响力前10%（按被引用次数排列）的论文占其所有发表论文的比例来排名，RPI在全球500所大学中列第23位；同样依据Web of Science数据库，但若按每校在2005-2009年期间发表的论文数量排名，则RPI列第258位。
在上述來源中，RPI之數位藝術系在多媒體/視覺傳播專業上也獲得全美第6名的評比。

## 校友
- 史蒂芬·沙森，美國電機工程師
- 罗国瑞，大清留美幼童，中國史上第二位鐵路總工程師（修築浙江鐵路）
- 潘铭钟，大清留美幼童，中國史上第一位官派進入美國大學就讀學生
- 卫三畏，語言學家，漢學家
- 丹尼斯·蒂托，美國工程師和企業家
- 王唯农，台灣核子物理學家
- 李天和，國際知名電工科學家
- 鮑亦興，國際知名力學專家
- 鄭秀玲，台灣經濟學家
- 石志雄，台灣東海大學資訊工程系教授
- 李世明，台灣國立台南大學電機工程系教授
- 林傑，台灣國立屏東科技大學環境工程與科學系副教授
- 王飞跃，中国复杂系统智能控制与管理国家重点实验室主任、自动化学报主编[24]
- 謝志峰，創辦中芯國際，台積電副總、發言人，新加坡特許半導體市場部總監[25]
- 蓋瑞·貝瑞爾，創辦台灣國際航電